# Rodzinna amyloidoza typu fińskiego
Rodzinna amyloidoza typu fińskiego, amyloidoza typu V, amyloidoza typu Meretoji (ang. familial amyloidosis, Finnish type) – choroba genetyczna spowodowana mutacja w genie kodującym białko gelsolinę. Chorobę opisał Meretoja w populacji fińskiej w 1973 roku. Choroba objawia się dystrofią rogówki i neuropatią nerwów czaszkowych.